# Apotomus rufithorax
Apotomus rufithorax es una especie de escarabajo de la familia Carabidae.

## Distribución geográfica
Se distribuye por el Paleártico: el sur de Europa, el norte de África y la mitad occidental de Asia.